# ژانر تاریخی (سینما و تلویزیون)

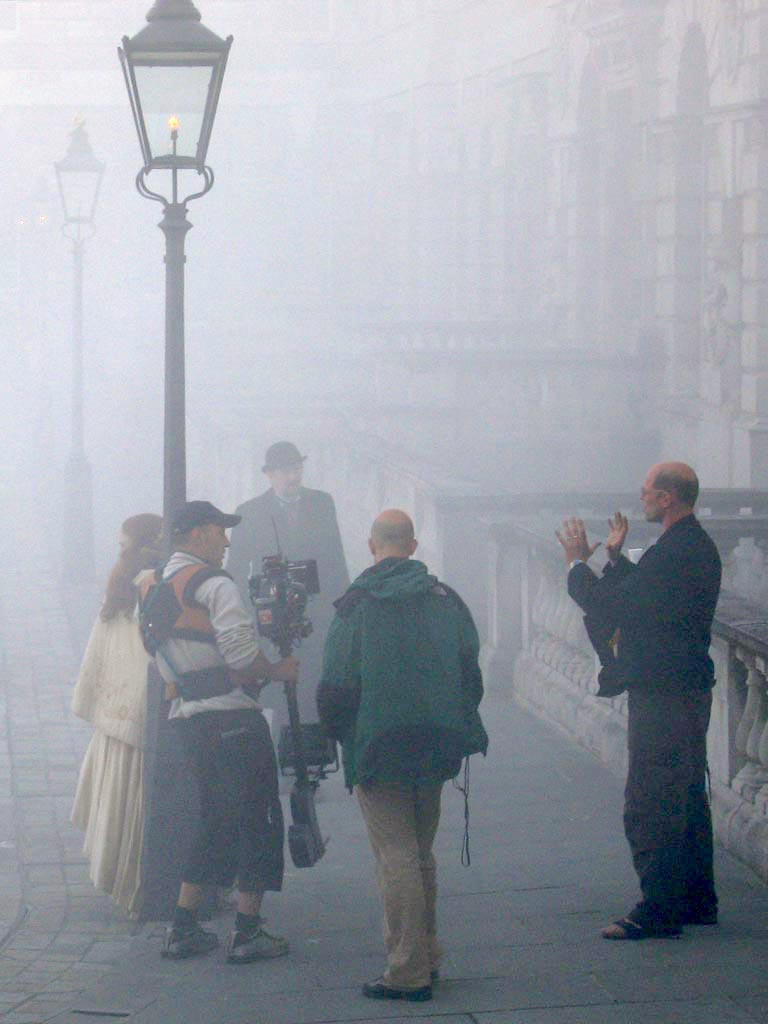
فیلمبرداری یک فیلم تاریخی مربوط به قرن ۱۹ در سال ۲۰۰۴ در لندن

درام دوره تاریخی (همچنین مشهور به درام تاریخی، درام دوران‌ها و درام افسانه‌ای) به آثار و یک ژانر گفته می‌شود که به دوره زمانی گذشته مربوط و در فضای آن دوره ساخته می‌شود. این اصطلاح معمولاً در زمینه فیلم و تلویزیون استفاده می‌شود. درام تاریخی نوعی اصطلاح متقابل عامیانه است که می‌تواند در چندین ژانر اعمال شود و اغلب در زمینه داستان‌های تاریخی و رمانتیک، فیلم‌های ماجراجویانه و شمشیر به دستان شنیده می‌شود. یک دوران زمانی ممکن است در عصر فانتزی یا عادی مانند قرون وسطی یا یک دوره خاص باشد. باید توجه داشت که یک کار مذهبی می‌تواند عنوان درام زمانی به خود بگیرد، اما نمی‌تواند عنوان درام تاریخی داشته باشد.

## دقت تاریخی
بعضی از آثار تلاش می‌کنند تا به‌طور دقیق رویدادهای تاریخی یا افراد را به تصویر بکشند، تا این که تحقیقات تاریخی موجود و طول کار امکان‌پذیر است. این نوع از آثار بیشتر به عنوان مستند درام شناخته می‌شوند، آثاری مانند مرد سیندرلایی، فهرست شیندلر و لینکلن از همان عناوین مستند درام هستند. آثار دیگر داستانهای تخیلی هستند که بر اساس افراد واقعی یا حوادثی واقعی برگرفته شده‌اند، مانند شجاع دل و بینوایان.

## مثال‌ها
نمونه فیلم‌های درام تاریخی شامل ملکه سوندوک 
، ماری آنتوانت (۱۹۳۸)، یوزپلنگ (۱۹۶۳)، بری لیندون (۱۹۷۵)، آمادئوس (۱۹۸۴)، «عصر معصومیت» (۱۹۹۳)، «آخرین پایمرد» (۱۹۹۶)، «شکسپیر عاشق» ۱۹۹۸)، بطری (۲۰۰۸)، ویکتوریای جوان (۲۰۰۹)، تاریک‌ترین لحظات (۲۰۱۷) و سوگلی (۲۰۱۸) می‌شود.
نمونه‌هایی از سریال‌های تلویزیونی درام تاریخی شامل گیوم تل (۱۹۸۷)، رابین هود (۱۹۵۳)، میدل مارچ (۱۹۹۴)، غرور و تعصب (۱۹۹۵)، تودورها، مد من، امپراتوری بوردواک، تماس با ماما، دانتودن ابی، ددود، توقف و آتش گرفتن، پزشک دهکده، پدر براون، چیزهای عجیب، آمریکایی‌ها، خانه کوچک، هفتادامین نمایش، پایین آمدن، دوره دیگر، پیکی بلایندرز، خانم میزل شگفت‌انگیز و چرنوبیل (۲۰۱۹) می‌شود.